# درخشش (رمان)
درخشش (انگلیسی: The Shining) رمانی از استیون کینگ است. از روی آن فیلمی به همین نام به کارگردانی استنلی کوبریک ساخته شده است. داستان آن درباره خانواده‌ای است که وظیفه نگهداری یک هتل بزرگ در زمان‌های تعطیل که هیچ‌کس در آن نیست را دارند و پدر خانواده دیوانه می‌شود.
دنباله این رمان تحت عنوان دکتر اسلیپ در سال ۲۰۱۳ منتشر شد.